# فرماندهی آماد و پشتیبانی غرب نزاجا
فرماندهی آماد و پشتیبانی غرب نزاجا یا فرماندهی آماد و پشتیبانی منطقه ۱ نزاجا یگانی است که لجستیک نظامی همه یگان‌های نیروی زمینی ارتش ایران را در استان‌های غربی به عهده دارد. تأمین مواد غذایی (برنج، آرد، قند، چای و …) و وسایل شخصی (شامل پوشاک، وسایل بهداشتی)، کلیه ساز و برگ نظامی انفرادی و آماده‌سازی و پشتیبانی تجهیزات مهندسی رزمی و تعمیر و تجهیز خودروهای نظامی، پشتیبانی جنگ‌افزار و مهمات در منطقه ۱ نیروی زمینی ارتش وظیفه این فرماندهی است.
همه آمادگاه‌ها و زاغه‌های مهمات نیروی زمینی ارتش در استان‌های غربی زیر نظر این فرماندهی اداره می‌شوند. این یگان شامل ۴ پادگان در سطح استان کرمانشاه می‌باشد، که شامل آمادگاه ۵۱۱ صحرایی واقع در بیستون، پادگان شهید علیداد همتی، مقر فرماندهی واقع در بلوار شهید بهشتی و پادگان سلمان فارسی واقع در اسلام‌آباد غرب. ستاد فرماندهی این یگان در شهر کرمانشاه قرار دارد.